# Nick Music
Nick Music (tot 1 februari 2017 Nick Hits) is een van de drie digitale kanalen van Nickelodeon. Deze zender is gericht op kinderen en tieners tussen de 5 en 15 jaar en vertoont, 24 uur per dag, alleen muziekvideoclips, zonder reclame. De andere digitale kanalen van Nickelodeon zijn NickToons en Nick Jr.
In België kan Nick Music bekeken worden via Telenet digital tv.
Nick Music zendt videoclips voor kinderen en tieners uit van onder andere K3, Ch!pz en Djumbo. De nadruk ligt op Nederlandstalige muziek omdat dit gemakkelijk door de doelgroep is mee te zingen en te verstaan. Met lage rotatie (met name als er een nummer in de hitlijsten voorkomt) worden er ook nummers van Nickelodeon- en Disney Channelsterren uitgezonden maar hier wordt geen hoge prioriteit aan gegeven.
De zender heeft behalve de eigenaar ViacomCBS en de doelgroep verder geen band met Nickelodeon zelf en is dus een losstaand onderdeel.